# Mai Mercado
Mai Mercado (født Duedal Henriksen 20. august 1980 i Tønder) er en dansk konservativ politiker, der har været medlem af Folketinget siden 2011. Hun var børne- og socialminister fra 2016 til 2019 og var efterfølgende gruppeformand for Det Konservative Folkeparti indtil 2024.

## Politisk karriere
I perioden 2001-2003 og igen 2004-2006 var Mercado formand for Konservativ Ungdom i Odense og desuden medlem af landsorganisationens forretningsudvalg fra 2003 til 2004.
Mai Mercado har været medlem af Odense Byråd i perioden 2006-2011. Fra 2007 var hun partiets politiske ordfører, og fra 2009 til 2011 kommunens 2. viceborgmester. I 2013 trådte hun ud af byrådet på grund af flytning til Frederiksberg. I 2013 blev hun medlem af kommunalbestyrelsen for Frederiksberg Kommune.
Fra februar 2010 til 2013 var hun partiets folketingskandidat i Faaborgkredsen, derefter kandidat for alle storkredsens opstillingskredse, og hun blev valgt ved Folketingsvalget i 2011. I 2014 blev hun gruppenæstformand.
Den 28. november 2016 blev hun udnævnt til ny børne- og socialminister i regeringen Lars Løkke Rasmussen III.
Efter hun blev minister valgte hun i lighed med andre nyudnævnte konservative ministre at tage orlov fra Folketinget.
Anders Johansson indtrådte for hende den 15. december 2016. Hun afgik som minister, da Mette Frederiksen dannede en socialdemokratisk regering efter valget i 2019. Efter ministertiden blev Mercado formand for den konservative folketingsgruppe. Hun fratrådte som gruppeformand 6. februar 2024.

## Privatliv og civil karriere
Mercado er opvokset i Odense og Nørre Aaby[kilde mangler] og blev uddannet cand.scient.pol. fra Syddansk Universitet i 2008. Hun arbejdede som konsulent i Energinet.dk fra 2008 til 2011
Privat har hun været kæreste med Nicolai Wammen, som på det tidspunkt var socialdemokratisk borgmester i Aarhus. Hun er i dag gift med Christopher Mercado. De har en søn og en datter.
I august 2025 fik Mai Mercado konstateret brystkræft og er sygemeldt på ubestemt tid.